# 7438 Misakatouge
7438 Misakatouge este un asteroid din centura principală de asteroizi.

## Descriere
7438 Misakatouge este un asteroid din centura principală de asteroizi. A fost descoperit pe 12 mai 1994 la Kuma Kogen de Akimasa Nakamura. El prezintă o orbită caracterizată de o semiaxă mare de 2,36 ua, o excentricitate de 0,14 și o înclinație de 5,8° în raport cu ecliptica.